# Pays de Guérande
Le pays de Guérande est un pays traditionnel de Bretagne, à l'ouest du pays nantais, situé entre l'estuaire de la Vilaine et celui de la Loire.

Drapeau moderne du pays de Guérande proposé par l'association Hentoù Breizh.

## Histoire
Les premières populations bretonnes arrivent dans ce territoire au VIe siècle. À leur arrivée, les Bretons émigrés trouvent des dénominations des territoires gallo-romaines, formées le plus souvent de noms de personne avec le suffixe gaulois -âcus : Veracus, Verniacus, lcciacus, Ratiacus, Maceracus, Aceracus, etc.
Au IXe siècle, Guérande devient le second siège épiscopal de l’évêché de Nantes. En 850, Actard est évêque de Nantes qui relevait du comté de Bretagne. Actard soutenant le roi de France, Nominoë le chasse de son siège et pourvut Gislard à sa place. À la mort de Nominoë, Actard est rétabli Gislard s'installe à Guérande, qui devient second siège épiscopal de l’évêché de Nantes.

## Géographie

Carte topographique du pays de Guérande.

Le pays guérandais est une entité naturelle dont l'eau cerne un ensemble d'étendue limitée : estuaire de la Loire au sud-est, océan Atlantique au sud et à l'ouest, étier de Pont-d'Arm qui se prolonge par les marais de Pompas et d'Arbourg au nord, zone marécageuse de la Brière, au nord-est.

## Population et société
Le pays guérandais est une entité ethnographique et linguistique qui ne correspond pas exactement à la presqu'île guérandaise, puisqu'il ne comprend pas la région gallèse de Saint-Nazaire (Saint-Nazaire, Pornichet, La Baule-Escoublac et Saint-André-des-Eaux) mais inclut des communes qui ne sont pas dans la presqu'île telles qu'Assérac, Herbignac, ainsi que les communes morbihanaises de Camoël, Férel et Pénestin, au sud de la Vilaine. Le territoire du pays de Guérande correspond donc presque à celui de la communauté d'agglomération de la Presqu'île de Guérande Atlantique en y retirant La Baule-Escoublac qui appartient au pays gallo.
Le pays guérandais comporte aussi trois communes morbihannaises : Pénestin, Camoël et Férel . Il est traversé par le sillon de Guérande, plateau géologique, qui sépare le pays paludier (les marais salants) au sud et le pays métais (ou métayer) au nord dont l'activité était surtout agricole. Guérande se trouve entre pays blanc (pays paludier) et pays noir (les tourbières de la grande Brière).
Le sous-sol de la presqu'île guérandaise est composé de :
- schistes cristallins dans la partiesud-est, du coteau de Guérande jusqu'à Saint-Nazaire et Pornichet-pointe de Penchâteau ;
- granulites sur le coteau guérandais au nord-ouest, moins la pointe de Piriac, îles du Groisic et de Batz ;
- schistes siluriens, au nord, entre la mer et la Grande- Brière[4].

### Administration
- Communauté d'agglomération de la Presqu'île de Guérande Atlantique

## Économie

### Tourisme
- Musée des Marais salants

## Culture

### Guises
Les guises représentent les modes vestimentaires bretonnes.

#### Costumes
Les costumes traditionnels sont très colorés, comme la veste rouge que portaient les hommes à Guérande et  brun foncé à Batz lors de cérémonies.

### Musiques et danses

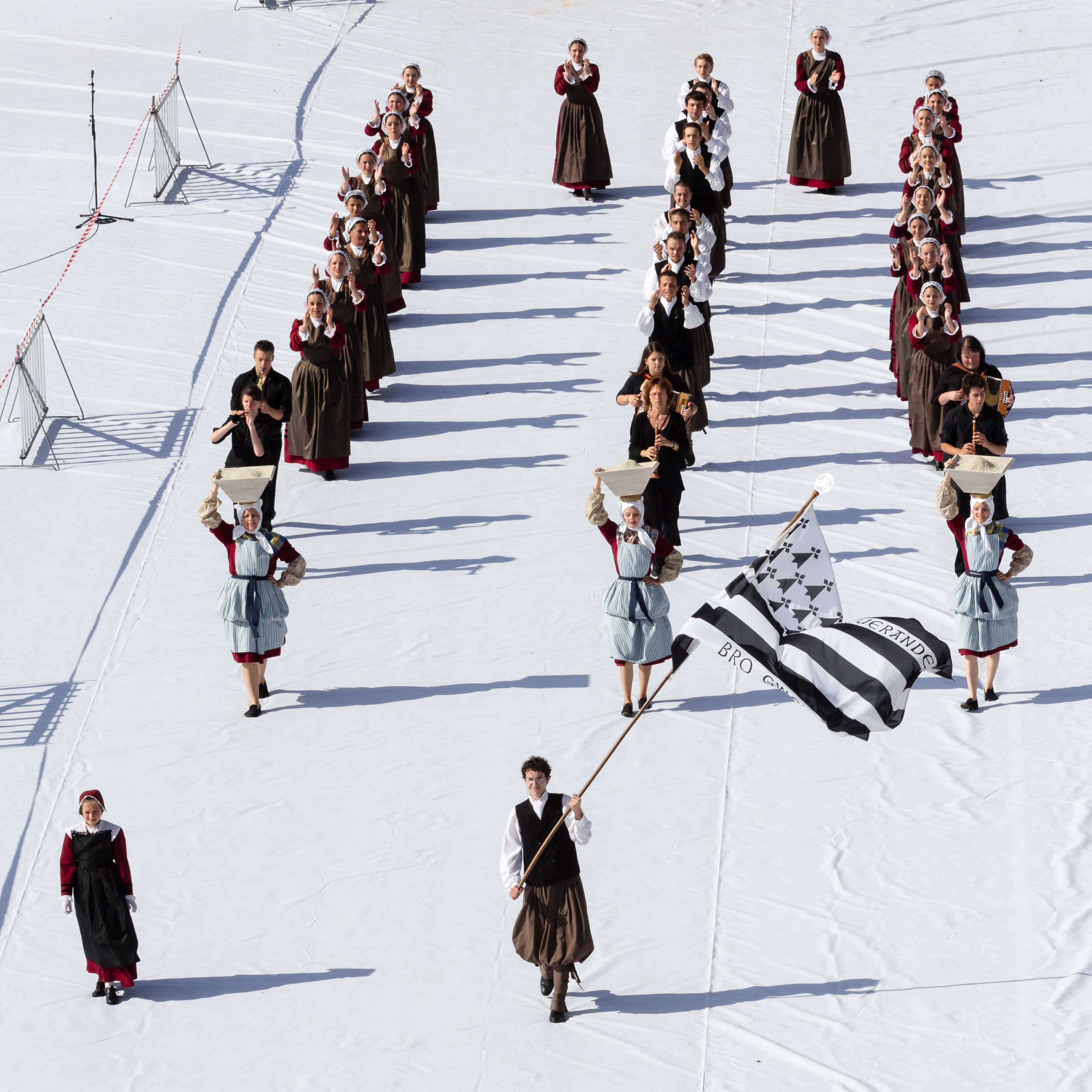
Le Cercle Bro Gwenrann au festival interceltique de Lorient 2012.

Depuis 1949, il existe un cercle celtique sur ce territoire, le cercle celtique Bro Gwenrann.
La danse principale du pays de Guérande est le rond paludier, proche du rond de Saint-Vincent et celui du pays Mitau. On y retrouve par ailleurs les différents types de danses bretonnes comprenant des ronds (du Croisic, de Mesquer, de St Jean), des bals (bal paludier, du Croisic, d'Herbignac, du bourg de Batz, jeu « Les lavandières ») et des quadrilles, caractéristiques du pays nantais (quadrille de métayer de Saint-André-des-Eaux, de la madeleine de Guérande).
Le groupe de musique bretonne Plantec a popularisé le rond de Guérande en fest-noz avec le morceau Lazhañ an tan sorti en 2020 et en clip en 2021.
Il existe un bagad en activité depuis 2003 à Guérande, le Bagad Holen Mor (sel de mer en breton). Il s'est produit à l'Olympia à Paris en 2014.

### Fêtes
- Festival des Celtiques de Guérande, organisé à l'origine par le cercle celtique Bro Gwenrann à partir de 1963 sous le nom "Les Fêtes Bretonne"[12].

### Langue bretonne
Sous la période gallo-romaine, plusieurs localités prennent des noms latins.
Le breton commence à être parlé à partir du VIe siècle.

### Communication et médias
- L'Écho de la Presqu'île
- L'Espoir
- La Mouette
- RCA La Radio
- Les Cahiers du Pays de Guérande (créés en 1968, revue de pays depuis 2001)[14]

#### Ouvrages
- Gustave Blanchard, Le dialecte breton de Vannes au pays de Guérande, Forest et Grimaud, 1879, 64 p.
- Fernand Guériff et Gaston Le Floc'h, Terroirs du pays de Guérande : 2e édition corrigée et augmentée d'après les notes de Fernand Guériff, Ploudalmézeau, Éditions Label LN, 2006, 281 p. (ISBN 2-915915-14-8, BNF 40954138)
- Henri Quilgars, Géographie historique du pays de Guérande du VIe au Xe siècle, Saint Brieuc, , Imp. Prud'homme, 1911, 60 p. (BNF 34117428)
- Marie Rouzeau, Du pays de Guérande à la Côte d'Amour, Plomelin, Éd. Palatines,, coll. « Histoire et géographie contemporaine », 2010, 226 p. (ISBN 978-2-35678-023-2, BNF 42167321)
- René-Yves Creston, Les costumes des populations bretonnes. Tome IV : Le pays de Vannes, le pays de Guérande, la Haute Bretagne, Rennes, Laboratoire d'Anthropologie, 1961 (lire en ligne), p61-82

#### Périodiques
- Les Cahiers du Pays de Guérande
- C. Devals et L. Pinault, « Bretagne, le pays de Guérande, patrimoine archéologique », Archéologia, no 377,‎ avril 2001